# Mellanlitauen
Mellanlitauen eller Central-Litauen (polska: Litwa Środkowa, engelska: Central Lithuania, litauiska: Vidurio Lietuvos Respublika) var en kortlivad stat runt staden Vilnius efter första världskriget då Litauen och Polen återuppstod som självständiga länder. 

## Historia
Förhandlingarna om gränsdragningen mellan Litauen och Polen efter första världskriget blev besvärlig på flera ställen och ledde till ett antal konflikter. Ett större område runt Litauens nuvarande huvudstad Vilnius var speciellt vanskligt härvidlag. Här fanns en mängd olika etniska grupper som polacker, litauer, ryssar och vitryssar. Språkligt var det inte lättare. Det fanns både polsktalande litauer och ett stort antal rysktalande judar. Både Polen och Litauen gjorde anspråk på Vilnius där litauerna var i minoritet och det officiella språket var polska. 
En polsk-litauisk överenskommelse 1920 att hela området skulle tillhöra Litauen accepterades inte av delar av den polska armén som under ledning av Józef Piłsudski utan större besvär kunde inta Vilnius med omkringliggande områden. I oktober 1920 proklamerades den självständiga staten Mellanlitauen (Litwa Środkowa). Nya samhälleliga funktioner som rättsväsen, polis och postväsen bildades. Staten blev aldrig internationellt erkänd och efter livliga diplomatiska förhandlingar upphörde den att existera då den ensidigt inlemmades i Polen i mars 1922. Nationernas Förbund erkände rådande tillstånd. Litauen fasthöll dock att Mellanlitauen hörde till Litauen och att Vilnius var dess huvudstad. Under mellankrigstiden fungerade därför Kaunas som temporär huvudstad i Litauen.
Östra delen av det tidigare Mellanlitauen hör sedan 1991 till Vitryssland medan västra delen med staden Vilnius hör till Litauen. 